# 九锡
九锡是中国汉朝、晋朝等朝代皇帝给臣子的九种最高赏赐。“锡”同“赐”。
於《禮記》中記載，九锡包括一锡车马，再锡衣服，三锡虎贲，四锡乐器，五锡纳陛，六锡朱户，七锡弓矢，八锡斧钺，九锡秬鬯。这些物件通常是天子才能使用的，赏赐形式上的意义远大于使用价值。
九锡之說始於周朝，齊桓公曾接受其中的二錫。其制度於后来汉代正式形成，历史上第一位被授予九锡的大臣是王莽。
因自王莽始，受九锡者之后大多篡位，故后世功臣多拒受九锡以避嫌。

## 生前受九锡
1. 王莽受汉朝九锡，王莽后篡漢建新朝。
2. 东汉末年交州牧張津、士燮受曹操以汉廷名义加九锡。
3. 曹操受汉朝九锡，其子曹丕后篡漢建魏。
4. 孙权受曹魏九锡，数年后称帝建立東吳。
5. 司马昭受曹魏九锡，后來其子司馬炎建晋朝。
6. 晉惠帝加趙王司馬倫九錫，司馬倫矯詔晉惠帝禪位，自稱皇帝。
7. 西晋齊王司馬冏功居第一，加九錫。
8. 西晋东海王司马越受九锡。
9. 西晉陳敏自加九錫，其後占有吴越之地起兵反叛。
10. 前赵劉曜封前凉张茂为凉王，加九锡。
11. 刘曜遣使拜石勒為大司馬大將軍，加九錫，增封十郡，進爵趙公，次年石勒建立後趙。
12. 後趙海陽王石弘授石虎九錫，石虎篡位即後趙武帝之后杀死石弘。
13. 后赵皇帝石世母刘太后加皇兄左丞相彭城王石遵九锡，不久石遵篡位杀石世母子。
14. 前秦苻登加西秦大单于金城王乞伏归九锡。
15. 後秦文桓帝姚興，冊封藩属譙縱為大都督，相國蜀王，加九錫禮。
16. 桓玄受东晋九锡，后起兵作亂，篡晉建楚。
17. 南梁豫章王蕭棟給侯景加九錫，封為漢王，同年侯景逼蕭棟禪讓。
18. 南朝四朝（即宋、齊、梁、陳）开国皇帝刘裕、萧道成、蕭衍、陈霸先都曾从前朝受九锡，其後再篡位奪朝。
19. 高洋受东魏九锡，篡位建立北齐。
20. 杨坚受北周九锡，后建立隋朝。
21. 李渊受隋朝九锡（《大唐创业起居注》《资治通鉴》作未受），后建立唐朝。
22. 王世充向隋朝皇帝杨侗要求而受九锡，后废杨侗自立为帝，建郑国。
23. 钱镠受后梁九锡。
24. 徐知诰受吴国九锡（或未受），后建立南唐。

## 死后受九锡
1. 北魏京兆郡公冯熙、宋王刘昶、安定郡公追封太上秦公胡国珍、任城王元澄死后被賜給九錫。
2. 北魏权臣尔朱荣生前谋求受九锡不得，后来節閔帝元恭追贈他黃鉞、相國、錄尚書事、都督中外諸軍事、晉王，賜給九錫。
3. 東魏权臣高欢生前拒受九锡，死后被东魏皇帝元善見追贈為相國，進爵齊王，備九錫殊禮。
4. 高欢子齐王高澄继为权臣，死后得元善见诏赠九锡。

## 拒絕接受九錫
- 孫權授曹魏附庸公孫淵九锡，试图拉拢，但公孫淵怕孫權遠水救不了近火，杀死前来封赏的使者。
- 李严勸蜀汉丞相諸葛亮應該受九锡進爵稱王，被諸葛亮加以駁斥。[10]
- 司马懿在高平陵之变中推翻曹爽，被朝廷赐相国、郡公，加九锡，但都拒绝了。
- 司馬穎两次拒绝九锡。
- 后赵石勒加前凉张骏九锡（《十六国春秋》作五锡），张骏不愿臣服，不受并扣留使者。
- 唐哀帝两次欲授朱温九锡，被認為是試圖拖延時間，直接篡位建立后梁。

## 谋求九锡的人
- 东晋桓温意欲胁迫朝廷授其九锡，未果。
- 南宋王循友等谋求为宰相秦桧加九锡。
- 南宋余喆谋求为平原郡王韩侂胄加九锡。
- 明朝丰城侯李承祚谋求为大宦官魏忠贤加九锡。朝廷给魏忠贤的诰命皆拟九锡文。

## 王莽所受九锡
据《漢書·卷九十九上·王莽傳第六十九上》载，元始五年（5年），公卿大夫、博士、議郎、列侯張純等九百二人请赐王莽九锡。其奏中言，“故宗臣有九命上公之尊，則有九錫登等之寵。”（張晏曰：「宗臣有勳勞為上公，國所宗者也。周禮『上公九命』，九命。九賜也。」），又言“謹以六蓺通義，經文所見，周官、禮記冝於今者，為九命之錫。”（颜師古曰：「禮含文嘉云：『九錫者，車馬、衣服、樂懸、朱戶、納陛、武賁、鈇鉞、弓矢、秬鬯也。』」）
元始五年（5年）五月庚寅，太皇太后臨于前殿，亲赐王莽九锡。王莽所受各项赐品为：“綠韍衮冕衣裳，瑒琫瑒珌，句履，鸞路乗馬，龍旂九旒，皮弁素積，戎路乗馬，彤弓矢，盧弓矢，左建朱鉞，右建金戚，甲冑一具，秬鬯二卣，圭瓚二，九命青玉珪二，朱戶納陛。署宗官、祝官、卜官、史官，虎賁三百人，家令丞各一人，宗、祝、卜、史官皆置嗇夫，佐安漢公。在中府外第，虎賁為門衞，當出入者傅籍。自四輔、三公有事府第，皆用傳。以楚王邸為安漢公第，大繕治，通周衞。祖禰廟及寢皆為朱戶納陛。陳崇又奏：「安漢公祠祖禰，出城門，城門校尉冝將騎士從。入有門衞，出有騎士，所以重國也。」奏可。”